# Plava kupina
Plava kupina (ostruga, modrosiva kupina, ostružica, ostružnica, lat. Rubus caesius) vrsta je divljeg voća iz porodice Rosaceae. Raste širom Europe i Azije od Irske i Portugala pa do zapadne Kine. Plodovi biljke su jestivi, a od listova se može prirediti čaj. Biljka se smatra i ljekovitom. Srodna je kupini i malinama, ali je znatno rjeđa.
Kod nas najčešće raste uz rijeke i potoke ali i po rubu šume. 

## Sastav
Plodovi sadrže oko 4,53 % šećera(glukoza,fruktoza,saharoza).U njima je nađeno oko 0,96 % organskih kiselina(jabučna,salicilna,vinska ,limunska),te oko 0,37 - 0,56 % pektina, kao i 0,18 % tanina i obojenih tvari.Od vitamina sadrže oko 0,5 - 0,8 mg% vitamina A,te od 5 - 38 mg% askorbinske kiseline.U listovima ima do 14 % taninskih tvari.

## Opis
Grm, visine 50-150 cm. 
Listovi su podijeljeni na tri režnja, s lancetama i šiljcima prekrivenim peteljkama 4-7 cm, s nazubljenim rubovima, s obje strane dlakavi, obojani svijetlo zelenim tonovima.
Cvjetovi su relativno veliki, s jagodastim zelenim čašama i bijelim, široko elipsoidnim laticama. 
Plodovi se sastoje od nekoliko plavih bobica nahukanih plavkasto sivom bojom.

## Vanjske poveznice
https://pfaf.org/user/Plant.aspx?LatinName=Rubus+caesius